# Tonga
Tonga (tongansko [ˈtoŋa]), uradno Kraljevina Tonga (tongovsko Puleʻanga Fakatuʻi ʻo Tonga), je polinezijska država in arhipelag s 169 otoki, od katerih je 36 naseljenih. Skupna površina arhipelaga je približno 750 km2 in se razprostira na 700.000 km2 južnega Tihega oceana. Leta 2021 je Tonga štela 104.494 prebivalcev, od katerih jih je 70 % živelo na glavnem otoku Tongatapu. Država se razprostira na približno 800 km v smeri sever-jug. Na severozahodu ga obdajata Fidži ter Wallis in Futuna (Francija), na severovzhodu Samoa, na zahodu Nova Kaledonija (Francija) in Vanuatu, na vzhodu Niue (najbližje tuje ozemlje) in na jugozahodu Kermadecovi otoki (Nova Zelandija). Tonga je od severnega otoka Nove Zelandije oddaljena približno 1800 km.
Polinezijski naseljenci Tonge, ki jo je pred približno 2500 leti prvič naselila Lapitska civilizacija, so postopoma razvili posebno in močno etnično identiteto, jezik in kulturo kot tongovsko ljudstvo. Hitro so se uveljavili na celotnem južnem Pacifiku in to obdobje tongovskega ekspanzionizma in kolonizacije je znano kot Tongovski imperij. Od vladavine prvega tongijskega kralja ʻAhoʻeituja je Tonga postala regionalna velesila. To je bila talasokracija, ki je osvojila in nadzorovala edinstvene prostore Pacifika, od delov Salomonovih otokov ter celotne Nove Kaledonije in Fidžija na zahodu do Samoe in Niue ter celo do delov današnje Francoske Polinezije na vzhodu. Tongovski imperij je postal znan po svoji gospodarski, etnični in kulturni hegemoniji v Pacifiku, ki je ostala močna tudi po samojski revoluciji v 13. stoletju in zunanjem odkritju otokov s strani Evropejcev leta 1616.
Od leta 1900 do leta 1970 je imela Tonga status britanske zaščitene države. Združeno kraljestvo je v skladu s pogodbo o prijateljstvu skrbelo za zunanje zadeve Tonge, vendar se Tonga ni nikoli odpovedala svoji suverenosti nobeni tuji sili. Leta 2010 je Tonga naredila odločilen korak stran od tradicionalne absolutne monarhije in postala polno delujoča ustavna monarhija, potem ko so zakonodajne reforme omogočile prve delne predstavniške volitve.

### Etnografija, kultura in zgodovina
- On the Edge of the Global: Modern Anxieties in a Pacific Island Nation (2011) by Niko Besnier. Stanford, CA: Stanford University Press, ISBN 978-0-8047-7406-2
- Islanders of the South: Production, Kinship and Ideology in the Polynesian Kingdom of Tonga (1993) by Paul van der Grijp. Leiden: KITLV Press. ISBN 90 6718 058 0
- Identity and Development: Tongan Culture, Agriculture, and the Perenniality of the Gift (2004) by Paul van der Grijp. Leiden: KITLV Press. ISBN 90 6718 215 X
- Manifestations of Mana: Political Power and Divine Inspiration in Polynesia (2014) by Paul van der Grijp. Vienna and Berlin: LIT Verlag. ISBN 978-3-643-90496-6
- Becoming Tongan: An Ethnography of Childhood by Helen Morton
- Queen Salote of Tonga: The Story of an Era, 1900–65 by Elizabeth Wood-Ellem
- Tradition Versus Democracy in the South Pacific: Fiji, Tonga and Western Samoa by Stephanie Lawson
- Voyages: From Tongan Villages to American Suburbs Cathy A. Small
- Friendly Islands: A History of Tonga (1977). Noel Rutherford. Melbourne: Oxford University Press. ISBN 0-19-550519-0
- Tonga and the Tongans: Heritage and Identity (2007) Elizabeth Wood-Ellem. Alphington, Vic.: Tonga Research Association, ISBN 978-0-646-47466-3
- Early Tonga: As the Explorers Saw it 1616–1810. (1987). Edwin N Ferdon. Tucson: University of Arizona Press; ISBN 0-8165-1026-1
- The Art of Tonga (Ko e ngaahi'aati'o Tonga) by Keith St Cartmail. (1997) Honolulu : University of Hawai`i Press. ISBN 0-8248-1972-1
- The Tonga Book by Paul. W. Dale
- Tonga by James Siers

### Divjina in okolje
- Birds of Fiji, Tonga and Samoa by Dick Watling
- A Guide to the Birds of Fiji and Western Polynesia: Including American Samoa, Niue, Samoa, Tokelau, Tonga, Tuvalu and Wallis and Futuna by Dick Watling
- Guide to the Birds of the Kingdom of Tonga by Dick Watling

### Potovalni vodniki
- Lonely Planet Guide: Samoan Islands and Tonga by Susannah Farfor and Paul Smitz
- Moon Travel Guide: Samoa-Tonga by David Stanley

### Fikcija
- Brian K. Crawford (2009). Toki: A Historical Novel. Brian K. Crawford. ISBN 978-0-557-03434-5.